# Gulyás József (várospolitikus)
Gulyás József (Bodajk, 1947. november 2. –) magyar útépítő technikus, várospolitikus, 1990 és 1994 között Velence tiszteletdíjas polgármestere.

## Családja
Édesanyja Hegyi Erzsébet, édesapja Gulyás József. Nős, felesége Urbán Annamária. Két gyermeke van: Judit és Krisztián.

## Életrajz
1990-ben választottál Velence polgármesterének. Polgármestersége előtt a Székesfehérvári Közúti Igazgatóságon művezető és az üzemmérnökség helyettes vezetője volt. 2015-ben megkapta a Velencéért emlékérmet.
Hobbija a postagalambászat. Velencén postagalambászattal foglalkozó csoportot vezetett, melynek vezetését 2007-ben abbahagyta és a csoport átkerült Székesfehérvárra.